# Министерство иностранных дел Российской Федерации
Министерство иностранных дел Российской Федерации (МИД России) — федеральный орган исполнительной власти, осуществляющий функции по выработке и реализации государственной политики и нормативно-правовому регулированию в сфере внешней политики, международных отношений, международного сотрудничества и развития Российской Федерации.
Министерство подведомственно Президенту Российской Федерации по вопросам, закреплённым за ним Конституцией, либо в соответствии с законодательными актами Российской Федерации.
Возглавляет министр иностранных дел; с 2004 года должность занимает Сергей Викторович Лавров.
МИД России (в 1946—1992 годах МИД РСФСР) был образован как Народный комиссариат иностранных дел 1 февраля 1944 года, и существовал параллельно с МИД СССР.
Аббревиатура «МИД» используется как существительное мужского рода; от него образовалось разговорное прилагательное «мидовский».

## История

### Посольский приказ
22 января 1549 Иван Михайлович Висковатов назначен дьяком, ведущим посольские дела. Посольский приказ, точная дата основания которого неизвестна, упоминается с 1549 года.
февраль 1561. Висковатов назначен «печатником», то есть хранителем государевой печати, за что иностранцы именовали его канцлером.
17 августа 1562, Первый договор, подписанный печатником в присутствии русского царя: Можайский договор с Данией.
1562—1563 Висковатов вёл переговоры в Копенгагене. Первый визит главы внешнеполитического ведомства за рубеж.
4 августа 1570. Висковатов заподозрен в государственной измене и казнён Иваном Грозным.
28 декабря 1570. Печатником назначен Борис Сукин. Управлял делами приказа дьяк Андрей Яковлевич Щелкалов.
10 июля 1594 А. Я. Щелкалов отошёл от дел, посольским дьяком назначен его брат ближний дьяк и печатник Василий Щелкалов, имевший в подчинении 17 подьячих.
1600 По инициативе Годунова нарвским купцам разрешается торговать за границей при условии, что они будут отсылать отчёты о положении дел в стране пребывания на имя Василия Щелкалова. Впервые налажен постоянный канал сбора информации о других государствах.
май 1601 — Щелкалов в опале. Распространяются слухи, будто младший сын Ивана Грозного Дмитрий выжил и нашёл убежище в доме Щелкаловых. Посольским приказом руководил думный дьяк Афанасий Иванович Власьев.
13 июня 1605 Власьев вместе с вельможами присягнул Лжедмитрию перед вступлением самозванца в Москву. 20 января Власьев назначен великим секретарём и надворным подскарбием (то есть казначеем).
11 ноября 1605 В Кракове Власьев исполняет роль жениха на церемонии венчания Лжедмитрия I и Марины Мнишек: впервые в истории России глава внешнеполитического ведомства заменял в официальной церемонии главу государства.
11 июня 1606 Василий IV Шуйский по случаю своего венчания на царство объявил опалы: Власьев сослан воеводой в Уфу. Польского короля известили, что не стоило верить послу Власьеву, а его миссия от имени Лжедмитрия не была официальной. Посольский приказ возглавил дьяк Иван Тарасьевич Грамотин, первый помощник Власьева.
конец июня 1608. Грамотин изменил царю и переехал в Тушино в лагерь второго самозванца. Посольский приказ возглавил думный дьяк Василий Григорьевич Телепнев.
14 февраля 1610, Изменившее своему самозванцу тушинское правительство и польский король Сигизмунд подписали разработанный Грамотиным договор о том, что престол займёт польский королевич Владислав, если перейдет в православие и будет править с согласия Боярской Думы и Земского собора.
27 августа 1610. Боярская дума и гетман Жолкевский подписали более выгодный для Польши договор: Русское государство присягало Владиславу немедленно, а переход королевича в православие откладывался. Это привело к гибели тушинского самозванца. 1 октября Грамотин по указу короля Сигизмунда Боярской Думе восстановлен в чине печатника.
1612 год. Находясь с миссией в Польше, Грамотин предусмотрительно сблизился с пленным послом Филаретом Романовым и при восшествии на престол Михаила Романова в 1613 году сохранил свой пост, и в том же году заместителями посольского дьяка становятся постоянные лица.
Декабрь 1626, Грамотин обвинён в колдовстве и сослан в Алатырь. Думный дьяк, печатник Ефим Григорьевич Телепнев. Сентябрь 1630, Думный дьяк Фёдор Федорович Лихачёв. Октябрь 1632, Думный дьяк Иван Кириллович Грязев. Май 1634, Грамотин вернулся и вел дела лично и через Лихачёва до своей смерти в 1638 году. Сентябрь 1635, Думный дьяк, печатник Ф. Ф. Лихачёв. 1643, Думный дьяк Григорий Васильевич Львов. 1647, Думный дьяк Назарий Иванович Чистой.
8 октября 1653, Алмаз Иванович Иванов, думной дьяк 11. Кроме него, в штате приказа было 2 дьяка, 14 подьячих, 40 переводчиков (достаточной квалификации для перевода документов) и 50 толмачей (переводчиков-синхронистов) 9
25 июля 1667, боярин Афанасий Лаврентьевич Ордин-Нащокин (ок. 1605—1680). Управлял приказом с титулом «царственных больших печатей и государственных посольских дел оберегатель». Учредил регулярное почтовое сообщение с зарубежными столицами — Вильно и Ригой. В результате интриг постригся в монахи в Крипецком монастыре под Псковом.
1671. ближний боярин, окольничий Матвеев, Артамон Сергеевич Матвеев (1625—1682), получил титул «обрегателя», как Нащокин.
1673. В Москву прибыл первый постоянный иностранный представитель — польский резидент П. Свидерский.
1673. В Варшаве поселился первый постоянный дипломатический представитель России за рубежом — полковник Василий Тяпкин. Вел шифрованную переписку с Посольским приказом, для чего был снабжён спец. шифром 11 В 1677 году Тяпкин вернулся в Москву, но с 1688 года первая постоянная рус. зарубежная миссия возобновила работу и не прекращала её до раздела Польши в XVIII в.
14 июня 1676, думный дьяк Ларион Иванов. Назначен Милославскими, сместившими Матвеева после смерти царя Алексея Михайловича. 1681. Во главе приказа ближний боярин окольничий Василий Волынский.
27 мая 1682, боярин Василий Васильевич Голицын (1643—1714), «оберегатель» с 1682. Любовник царевны Софьи, в сент. 1689 г. после провала заговора против младшего брата царевны Петра Алексеевича сослан в Пустозерск.
осень 1689, Думный дьяк Емельян Игнатьевич Украинцев (1641—1708). Заключив мир с Турцией в 1700 г., назначен думным советником и начальником Провиантского приказа, смещён в 1704 году «за корыстолюбие».
20 марта 1697. В Европу отправлено «Великое посольство» для переговоров с рядом европейских государей. Фактическим его главой был царь Пётр I, ехавший под именем Петра Михайлова. Первый в истории визит главы Российского государства за рубеж. Велись переговоры на высшем уровне с герцогом Курляндским, курфюрстом Бранденбургским, англ. королём, австр. императором. Царь поспешно вернулся в Москву при известии о стрелецком бунте.
6 марта 1700. Начальником Посольского приказа с титулом «президент Посольских дел» назначен ближний боярин Фёдор Алексеевич Головин. Второй после Меншикова рус. граф (с 1702), первый рус. генерал-фельдмаршал. Умер по дороге из Москвы в Киев 10 августа 1706.
1705 — во Францию направлен посол Андрей Артамонович Матвеев — первый рус. дипломат, который поехал за границу с супругой. Анастасия Ермиловна Матвеева быстро освоила французский язык, вместе с мужем присутствовала на дип. приемах, при отъезде осенью 1706 года получила в подарок бриллиантовый браслет от имени короля Людовика XIV 12.

### Коллегия иностранных дел
1706. Учреждается Посольская походная канцелярия (нач. гр. Гавриил Иванович Головкин (1660—1634). Гос. канцлер с 1709 года, Головкин одновременно возглавлял Посольский приказ, а после его преобразования в новый орган, названный Коллегия иностранных дел, и коллегию до самой своей смерти. Головкин уничтожил завещание Екатерины I, согласно которому престол после смерти Петра передавался Елизавете Петровне, что позволило воцариться Анне Иоанновне, самодержавную власть к-рой Головкин надеялся ограничить.
1707. Первый русский консул за границей — Иоганн фон дер Бург в Амстердаме.
1719. Кроме постоянных миссий в Польше, Голландии, Швеции, Дании, Австрии, Турции (последние 5 существовали с 1701 г.) учреждены миссии в Англии, Франции, Пруссии, Мекленбурге, Гамбурге, Венеции, Курляндии и Бухаре.
1734 Граф Андрей Иванович Остерман (1686—1747), вице-президент Коллегии иностранных дел, в 1725—1741 годах вице-канцлер. С 1731 года руководитель внешней политики при дряхлеющем Головкине, затем самостоятельно. Правой рукой в 1734—1742 годах был президент Коллегии Алексей Михайлович Черкасский. Остерман сослан в Березов после восшествия на престол Елизаветы Петровны.
Октябрь 1741, Алексей Петрович Бестужев-Рюмин возвращен из ссылки, назначен вице-канцлером и возведён в графское достоинство. Канцлер с 1744.
29 марта 1742, Математик из Кёнигсберга Христиан Гольдбах организовал в Коллегии иностранных дел службу перлюстрации писем иностранных послов.
1758 год. Бестужев арестован и сослан в собств. деревню за намерение возвести на престол малолетнего Павла Петровича. Канцлером назначен гр. Михаил Илларионович Воронцов.
1763. Неугодный Екатерине II Воронцов отправился «лечиться» за границу, не оставляя поста. Его обязанности исполнял назначенный «первоприсутствующим в Коллегии» граф Никита Иванович Панин.
31 декабря 1781, Директором почт и присутствующим Коллегии по секретной экспедиции назначен ген-майор Александр Андреевич Безбородко (1747—1799), с этого дня до самой смерти фактический руководитель Коллегии.
10 апреля 1783, По смерти Панина формально возглавил Коллегию первоприсутствующий вице-канцлер (с 1775) гр. Иван Андреевич Остерман.
2 мая 1797, после ухода Остермана на пенсию канцлером стал второй присутствующий Безбородко, с 1797 года - светлейший князь.
1799. Первоприсутствующий — фаворит Павла граф Фёдор Васильевич Ростопчин.
Март 1801. После смерти Павла I до сентября 1802 года и. о. президента Коллегии вице-канцлер Александр Борисович Куракин.

### Министерство иностранных дел Российской империи
20 сентября 1802. Образовано Министерство Иностранных дел. Первый министр — граф Александр Романович Воронцов, гос. канцлер. Коллегия иностранных дел занималась кадровыми и хозяйственными вопросами МИД до окончательного упразднения в 1832 г. 1804, управляющий князь Адам Адамович Чарторыский. 1806, министр барон Андрей Яковлевич Будберг.
1808. министр граф Николай Петрович Румянцев, гос. канцлер с 1809. С 1814 в отставке, некоторое время царь Александр I лично руководил иностранными делами.
1815. статс-секретарь по иностранным делам Иоанн (Иван) Каподистрия, до отъезда в 1822 в Грецию управлял министерством вместе с Нессельроде.
21 августа 1816, управляющий министерством граф Карл Васильевич Нессельроде, гос. канцлер с 28 марта 1845.
1832. Коллегия иностранных дел, постепенно передававшая дела министерству, упразднена.
27 апреля 1856. министр князь Александр Михайлович Горчаков, гос. канцлер с 1867.
1882, министр Николай Карлович Гирс. 1895, министр кн. Алексей Борисович Лобанов-Ростовский. 1896, управляющие гр. Владимир Николаевич Ламздорф и товарищ министра Николай Павлович Шишкин. 1897. министр граф Михаил Николаевич Муравьев.
1900. управляющий граф Владимир Николаевич Ламздорф, министр с 1900.
28 апреля 1906. В день открытия Государственной Думы Ламздорф подал в отставку; министр Александр Петрович Извольский. МИД — первое министерство, над бюджетом которого работали депутаты думы. Извольский имел успех на думской трибуне, используя парламент как инструмент внешней политики. Отправлен в отставку (с некоторой задержкой) в результате «дипломатической Цусимы» — неудачных переговоров 1908 года, которые позволили Австрийской империи оккупировать Боснию безо всяких обязательств по отношению к России.
14 сентября 1910, Министр Сергей Дмитриевич Сазонов. Один из сторонников войны с Германией, заключил с гос-вами Антанты секретный договор о переходе Константинополя и черноморских проливов под контроль России (1915). Отправлен в отставку в результате интриг окружения императрицы.
7 июля 1916, министром назначен председатель Совета министров Борис Владимирович Штюрмер. Лишен всех постов 10 ноября по инициативе окружения императрицы. До назначения нового министра врем. и. о. Анатолий Анатольевич Нератов.
30 ноября 1916, министр Николай Николаевич Покровский. Арестован 10 марта 1917 года в ходе восстания в Петрограде во время Февральской революции.

### Министерство иностранных дел Российской республики
15 марта Сформировано Временное правительство, министром иностранных дел стал председатель ЦК партии кадетов Павел Николаевич Милюков. При Милюкове важнейшие государства признали Временное правительство, некоторые послы подали в отставку и были заменены. В ноте правительствам Антанты заверил союзников, что Врем. прав-во готово «довести мировую войну до решающей победы». Это вызвало протесты Петроградского гарнизона, отставку Милюкова и создание коалиционного правительства, куда вошли министры-социалисты.
5 мая Министр Михаил Иванович Терещенко. Беспартийный миллионер-сахарозаводчик, пережил на посту министра июльский политический кризис, вошёл в состав Директории 1 сентября. После объявления России республикой, и в третье коалиционное правительство 7 октября. Арестован в ночь на 8 ноября в Зимнем. Бежал из-под ареста в Норвегию, умер в 1956 году в Монако.

### Народный комиссариат иностранных дел
8 ноября, Второй Всероссийский съезд Советов рабочих и солдатских депутатов создал Совет народных комиссаров, в который входил Народный Комиссариат Иностранных дел (НКИД), наркомом по предложению Ленина был назначен Лев Давыдович Троцкий.
11 ноября. Приказ Троцкого: «Чиновники МИД, которые не приступят к работе до утра 1 ноября, будут уволены без права на пенсию». 5 декабря, Служащим зарубежных миссий и консульств Российской Республики предложено по телеграфу ответить, согласны ли они проводить внешнюю политику советского правительства. Только поверенный в делах в Португалии и временный поверенный в делах в Испании ответили согласием.
8 декабря. Уволены 28 глав российских миссий. Большинство сотрудников старого МИД уволилось по собственному желанию, аппарат НКИД в начале декабря насчитывал всего 30 чел.
Средства на счетах российских посольств за рубежом были арестованы тамошними властями вплоть до прояснения обстановки в России. Исключение составляло посольство в США, средства которого при известии о взятии власти большевиками посол Б. А. Бахметьев перевел на свой собственный счет. До установления дипломатических отношений между СССР и странами пребывания посольств здания российских миссий за рубежом продолжали занимать дипломаты, назначенные Временным правительством. По инициативе Троцкого секретные договоры со странами Антанты были опубликованы. 26 февраля 1918, Дипкорпус из Петрограда эвакуирован в Вологду.
13 марта 1918, Троцкий покинул пост, не желая подписывать Брестский мир. После отставки Троцкого временным заместителем наркома был назначен Георгий Васильевич Чичерин (1872—1936), нарком с 30 мая. В августе 1918 года дипкорпус перебрался в Архангельск, где высадились войска Антанты. Все иностранные дипломаты покинули территорию России в 1919 году. По окончании гражданской войны НКИД добился признания Советского Союза ведущими европейскими государствами. Установление дипломатических отношений означало подчинение Советской России нормам международного права. Исключение: отсутствие у советских дипломатов традиционных рангов. До 1941 года главы всех советских дип. миссий за рубежом независимо от важности назывались полномочными представителями (полпредами), а посольства — полномочными представительствами (полпредствами).
1922—1990 гг. любые серьёзные вопросы внешней политики решались в Политбюро ЦК партии.
1923. Представительства союзных республик БССР и УССР за границей прекратили свою деятельность. Отныне НКИД имел монополию внешних сношений.
21 июля 1930, ЦИК освободил Чичерина от обязанностей наркома по состоянию здоровья. 22 июля Народный комиссар Максим Максимович Литвинов (1876—1951).
16 ноября 1933, Установлены дипломатические отношения с США. Посол США Уильям Буллит — первый иностранный дипломат, принятый при советской власти в Кремле.
1937—1938 гг. Бо́льшая часть сов. дипломатов погибла в эпоху массовых репрессий. Некоторые из страха стали невозвращенцами. Чудом уцелевший Литвинов в 1941—1943 годах был послом в США, на пенсии с 1946 года. При Чичерине и Литвинове посол мог спорить с наркомом, в случае несогласия обращаться в ЦК. В дальнейшем эта практика прекратилась.
3 мая 1939, НКИД возглавил по совместительству председатель СНК Вячеслав Михайлович Молотов (1890—1986). С 4 мая 1941 СНК возглавил Сталин, Молотов назначен «заместителем Председателя СНК СССР и руководителем внешней политики СССР, с оставлением его на посту Народного комиссара по иностранным делам». Установлены дипломатические ранги для глав дип. представительств СССР за рубежом.
22 июня 1941. В первый день войны с Германией нарком иностранных дел обратился к советскому народу с воззванием: «Наше дело правое. Мы победим». 16 октября 1941 — август 1943, Аппарат НКИД и дипкорпус эвакуированы в город Куйбышев — «запасную столицу». В Москве остался Молотов с секретариатом и группой дипломатов. 23 мая 1943 СНК установил парадную и повседневную (зимнюю и летнюю) форменную одежду для дипломатов. Повседневную форму отменили в 1954 году, парадная существовала до 1991 года. Она была скроена по образцу офицерской, послам полагались кортики (по легенде, предложены лично Сталиным). Использование формы приостановили в 1991 г.
Февраль-март 1944. Поправки к Конституциям СССР и союзных республик: НКИД преобразован в союзно-республиканский наркомат. Республики СССР получили право вступать в отношения с другими государствами, в союзных республиках (в том числе в РСФСР) образованы собственные наркоматы иностранных дел. Наркомом иностранных дел РСФСР назначен Лаврентьев Анатолий Иосифович.

### Министерство иностранных дел СССР
15 марта 1946. Преобразования в правительстве. Народный комиссариат переименован в Министерство иностранных дел.
1948. Образование в Восточной Европе зависимых от СССР политических режимов. В качестве послов в социалистические страны нередко направляли партийных деятелей. 4 марта 1949, Молотов освобождён от занимаемой должности «в связи с необходимостью сосредоточиться на руководстве Советом Министров СССР». Министром назначен прокурор Андрей Януарьевич Вышинский (1883—1954), «звезда» процессов 30-х гг., с 1940 г. зам. наркома иностранных дел.
7 марта 1953, Вышинский освобождён от должности «в связи с реорганизацией правительства» и направлен постоянным представителем СССР в ООН. Министром опять стал Молотов. Смещён с должности в день приезда президента в СССР Югославии Иосипа Броз Тито, с которым министр не желал устанавливать нормальных отношений, как и с Японией, Австрией и рядом др. стран.
1 июня 1956. По инициативе Н. С. Хрущёва МИД возглавил главный редактор «Правды» Дмитрий Трофимович Шепилов (1905—1995). На конференции по Суэцкому каналу министр игнорировал указание назвать политику Запада «открытым грабежом и разбоем». Решением февральского пленума 1957 года получил повышение, став секретарем ЦК по идеологии. В октябре 1957 года объявлен «примкнувшим» к группировке Молотова (которого не выносил), выведен из ЦК, в 1962 году исключён из партии.
15 февраля 1957. Министр Андрей Андреевич Громыко (1909—1989), прозванный иностранной прессой «Господин Нет». Сторонник постоянного диалога и торга с США. С 1961 года член ЦК КПСС, в 1973—1988 годах член Политбюро. На пленуме 1968 года добился разделения политики в отношении капиталистических стран: отныне МИД СССР решал практические задачи и вел переговоры, а идеологической пропагандой занимался соответствующий отдел ЦК. Создатель договоров об ограничении ядерных испытаний и ПРО, и высшего достижения советской дипломатии — Заключительного акт СБСЕ в Хельсинки (1 августа 1975). Хельсинкский акт подтверждал существующие границы (в первую очередь советское руководство волновало признание границ ГДР) и «ограниченный суверенитет» союзников СССР по Варшавскому договору. Громыко сумел удержать руководство страны от воен. конфликта с Израилем в 1983 году, но не смог противодействовать вводу советских войск в Афганистан.
1 июля 1985. По инициативе М. С. Горбачёва министром назначен его единомышленник Эдуард Амвросиевич Шеварднадзе. Провел кадровую чистку МИД, борясь с семейностью и кумовством. Приверженец «открытой дипломатии», заключающейся в громко заявляемых односторонних уступках партнерам. Предполагалось, что партнеры в свою очередь из благородства пойдут на сравнимые по масштабу уступки, но при подписании договоров о разоружении и объединении Германии эти надежды не оправдались. Горбачеву не раз предлагали привлечь Шеварднадзе к уголовной ответственности за такую внешнюю политику. Хотя министр проводил линию президента СССР (вплоть до того, что в период антиалкогольной кампании запрещал подавать вина на приемах в советских посольствах), Горбачев не защищал его от нападок. Шеварднадзе подал в отставку на IV съезде Народных депутатов 20 декабря 1990 года.
16 января 1991. Министр — кадровый дипломат Александр Александрович Бессмертных. Подал в отставку после ГКЧП. Не поддержал путчистов, но и не выступил против них. 28 августа Министр Борис Дмитриевич Панкин, посол в Праге. Единственный посол СССР, открыто выступивший против ГКЧП. Став министром, убрал из аппарата МИД сотрудников разведки, работавших под видом дипломатов. 14 ноября МИД СССР из соображений экономии объединен с Министерством внешнеэкономических связей СССР, новое ведомство названо Министерство внешних сношений (МВС) СССР. 18 ноября Панкин направлен послом в Лондон, министром на 3 недели стал Шеварднадзе.

### Министерство иностранных дел Российской Федерации
8 декабря 1991 год. После подписания соглашения об образовании СНГ внешнеполитические дела России перешли к МИД РСФСР, во главе которого стоял Андрей Владимирович Козырев.
18 декабря Указ Б. Н. Ельцина «О внешнеполитической службе РСФСР». Здание и имущество МВС передавалось МИД РСФСР. Советские послы за границей на какое-то время оказались представителями несуществующего государства.
Январь 1992. В зарубежные посольства отправлена вербальная нота о том, что советские представители за границей продолжают выполнять свои обязанности и представляют Российскую Федерацию. Кадры МИД СССР влились в МИД России. В 90-е гг. МИД России переживал трудное время: недостаточное финансирование, отток квалифицированных кадров, отсутствие молодого пополнения. Выпускники МГИМО предпочитали дипломатической службе внешнюю торговлю и PR. Множество молодых сотрудников МИД России — выпускники языковых ВУЗов.
12 декабря 1993. Принята Конституция РФ, согласно которой внешнюю политику определяет Президент, которому подведомственно Министерство иностранных дел.
10 января 1996, А. В. Козырев подал в отставку, министром назначен Евгений Максимович Примаков.
11 сентября 1998, Е. М. Примаков возглавил правительство, министр Игорь Сергеевич Иванов.
11 сентября 2004. Отставка правительства Касьянова. Министром назначен Сергей Викторович Лавров.

## Деятельность Министерства иностранных дел
Министерство иностранных дел — федеральный орган исполнительной власти, осуществляющий функции по выработке и реализации государственной политики и нормативно-правовому регулированию в сфере международных отношений Российской Федерации.
Руководство деятельностью внешнеполитического ведомства осуществляет Президент Российской Федерации
Главная задача министерства — разработка общей стратегии внешней политики, представление соответствующих предложений Президенту и реализация внешнеполитического курса.
МИД осуществляет свою деятельность непосредственно и через дипломатические представительства и консульские учреждения Российской Федерации, представительства Российской Федерации при международных организациях, территориальные органы — представительства МИДа России на территории России. В систему МИД входят: центральный аппарат; загранучреждения; территориальные органы; организации, подведомственные МИД России, которые обеспечивают его деятельность на территории России. МИД в своей деятельности руководствуется Конституцией, федеральными конституционными законами, федеральными законами, актами Президента и Правительства, международными договорами.
Министерство иностранных дел возглавляет министр иностранных дел, назначаемый на должность Президентом по представлению Председателя Правительства. Министр несет личную ответственность за выполнение возложенных на МИД полномочий и реализацию государственной политики в установленной сфере деятельности. Министр имеет заместителей, также назначаемых на должность Президентом. Генеральный директор Министерства иностранных дел назначается на должность Президентом.

### Министр иностранных дел
Министр иностранных дел — глава внешнеполитического ведомства. Министр представляет Россию на двусторонних и многосторонних переговорах и подписывает международные договоры; распределяет обязанности между своими заместителями и генеральным директором; утверждает положения о структурных подразделениях центрального аппарата; назначает на должность руководящих работников центрального аппарата, загранучреждений и территориальных органов.

#### Министры иностранных дел России после распада СССР
- Андрей Владимирович Козырев — с октября 1990 по январь 1996
- Евгений Максимович Примаков — с января 1996 по сентябрь 1998
- Игорь Сергеевич Иванов — с сентября 1998 по март 2004
- Сергей Викторович Лавров — с 9 марта 2004

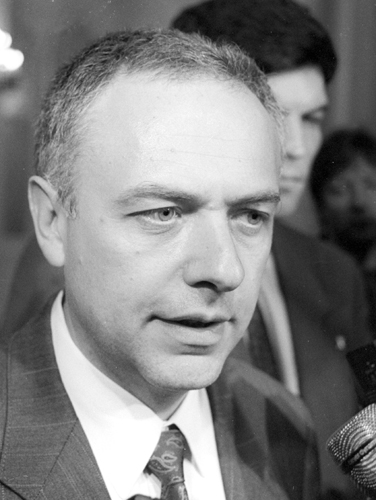
А. В. Козырев
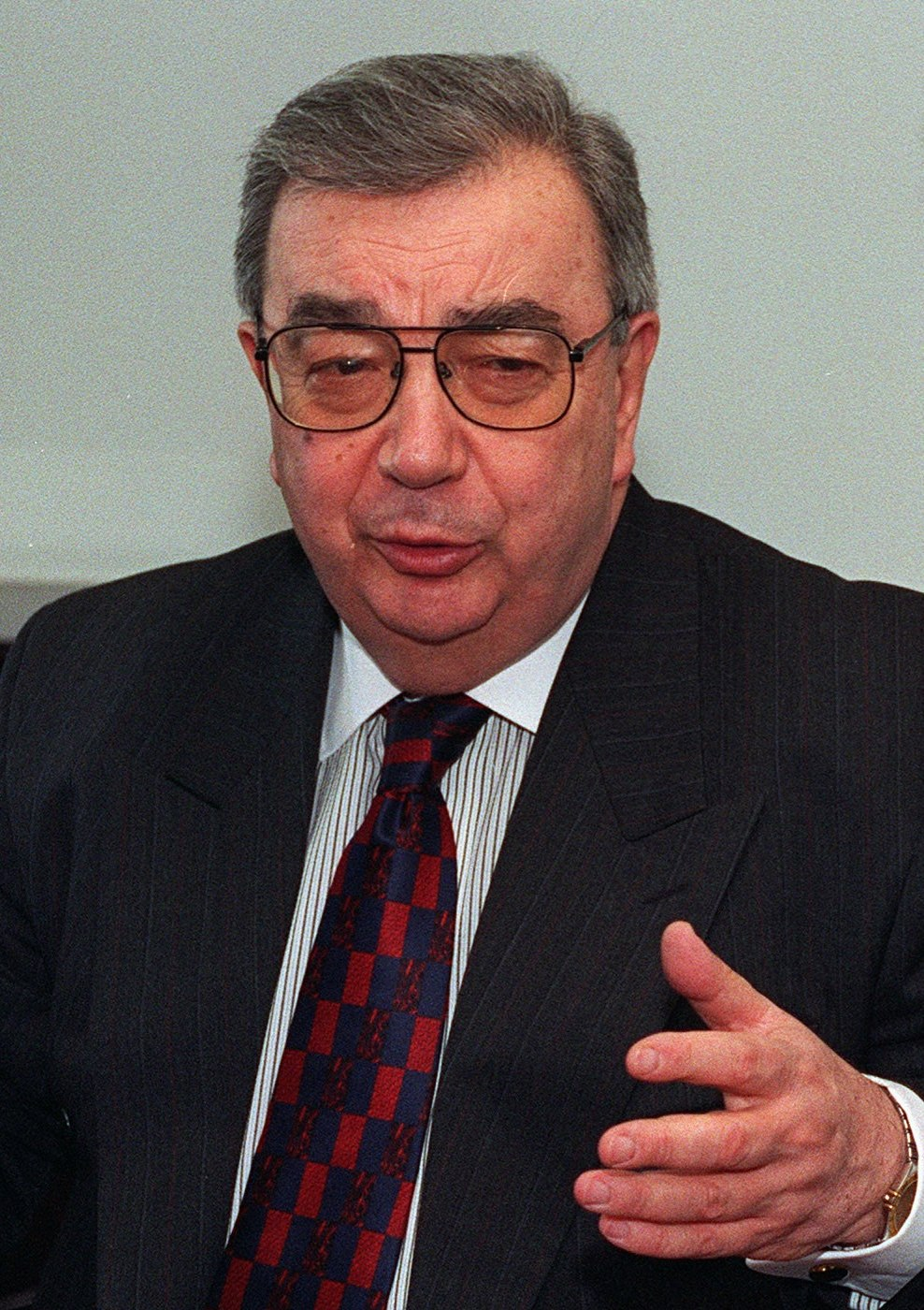
Е. М. Примаков
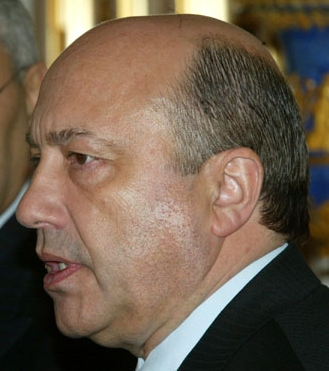
И. С. Иванов
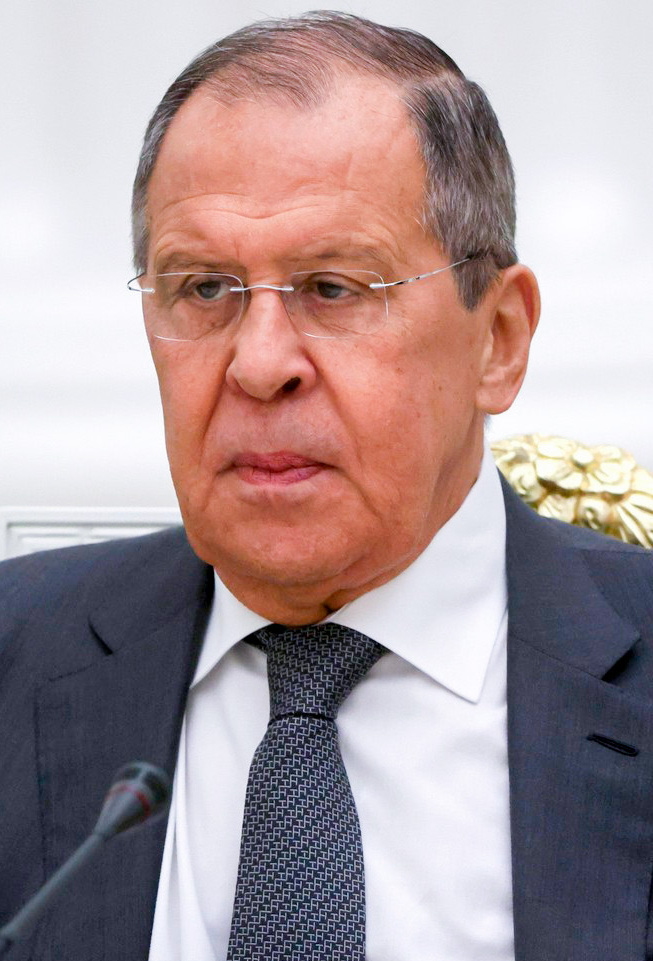
С. В. Лавров

### Заместители министра иностранных дел Российской Федерации
По состоянию на август 2025 г. заместителями министра иностранных дел Российской Федерации являются:
1. Бутин Сергей Владимирович — первый заместитель (с 17 августа 2024 г., № 697);
2. Иванов Евгений Сергеевич — статс-секретарь (консульские вопросы) (с 5 октября 2017 г., № 465);
3. Рябков Сергей Алексеевич (отношения со странами Америки, вопросы безопасности и разоружения) (с 15 августа 2008 г., № 1224);
4. Руденко Андрей Юрьевич (отношения со странами Азии) (с 19 сентября 2019 г., № 460);
5. Панкин Александр Анатольевич (отношения с европейскими организациями, странами Западной и Южной Европы) (с 23 октября 2017 г., № 503).
6. Грушко Александр Викторович (отношения с европейскими странами, ЕС, ОБСЕ, НАТО и Советом Европы) (с 22 января 2018 г., № 18).
7. Вершинин Сергей Васильевич (с 27 марта 2018 г., № 122).
8. Галузин Михаил Юрьевич (отношения со странами СНГ) (с 25 ноября 2022 г., № 850).
9. Любинский Дмитрий Евгеньевич (с 18 августа 2025 г., № 567).

### Генеральный директор Министерства иностранных дел Российской Федерации
- Завгаев Доку Гапурович (13 августа 2004 года, Указ № 1062 — 23 сентября 2009 года, Указ № 1073)
- Ванин Михаил Валентинович (23 сентября 2009 года, Указ № 1076 — 6 апреля 2012 года, Указ № 404)
- Мареев Сергей Ильич (6 апреля 2012 года, Указ № 405 — 22 августа 2015 года, Указ № 432)
- Вязалов Сергей Юрьевич (22 августа 2015 года, Указ № 432 — 5 февраля 2024 года, Указ № 88)
- Алексей Владимирович Островский (с 5 февраля 2024 года, Указ № 89)

### Коллегия МИД России
В МИД России образуется коллегия из 21 человека (по состоянию на 30.12.2019)в составе министра (председатель коллегии), его заместителей, генерального директора, а также других руководящих работников системы МИД России. Состав коллегии утверждается Президентом Российской Федерации по представлению Министра иностранных дел Российской Федерации. Коллегия рассматривает наиболее важные вопросы деятельности МИД России, принимает соответствующие решения. Решения коллегии реализуются, как правило, приказами министра. В случае разногласий между председателем коллегии и её членами решение принимает председатель коллегии, докладывая о возникших разногласиях Президенту Российской федерации.

### Постоянное представительство России при ООН
Постоянное представительство России при Организации Объединённых Наций является одним из важнейших загранучреждений Министерства иностранных дел. Постоянное представительство осуществляет переговоры от имени Российской Федерации по важнейшим проблемам международных отношений. Представительство возглавляет Постоянный представитель, назначаемый Президентом по представлению министра иностранных дел. Постоянный представитель представляет Россию во всех структурах ООН, в том числе — на заседаниях Совета Безопасности. В особых случаях его место может занять лично министр иностранных дел.
По количеству сотрудников российское представительство является одним из самых крупных в ООН. При представительстве даже имеется общеобразовательная школа с углублённым изучением английского языка.

## Криминал и скандалы

### Контрабанда кокаина из посольства России в Аргентине
На территории российского посольства в Аргентине был обнаружен склад кокаина в 362 килограмм, который готовился к отправке в Европу через российские дипломатические каналы. На следующий день российские власти заявили, что это была совместная операция спецслужб России и Аргентины по пресечению деятельности наркоторговцев.

### Попытка ареста группы Би-2 в Таиланде
В 2024 году в Таиланде в тюрьму попали участники группы Би-2 по обвинению в незаконной концертной деятельности. Им грозила депортация, в том числе гражданам Израиля, через Россию, где им угрожало уголовное преследование в связи с их антивоенной позицией. Благодаря активному содействию израильского посла, группу удалось вывезти в Израиль в полном составе. По утверждению российского МИД, оно непричастно к событиям.

## Структура МИД России
Структура центрального аппарата МИД России включает в себя подразделения, которые в своём большинстве именуются департаментами. Департаменты, в свою очередь, делятся на отделы. Департаменты МИД России возглавляются директорами, а их отделы — начальниками. Согласно Указу Президента Российской Федерации от 11 сентября 2007 года № 1163, Министерство разделено на 39 департаментов. Ранее Указом Президента Российской Федерации от 11 июля 2004 года № 865 было разрешено иметь в МИДе 35 департаментов по основным направлениям деятельности Министерства, Указом от 19 октября 2005 года № 1218 — 36 департаментов. По своему назначению департаменты разделяются на территориальные (отношения России с иностранными государствами, группируемыми по условным регионам) и функциональные (по закреплённым функциям). В каждом департаменте работает 30-60 дипломатов.
Кроме того, действуют четыре подразделения при МИД России: Главное производственно-коммерческое управление по обслуживанию дипломатического корпуса при МИД России (ГлавУпДК), Дипломатическая академия МИД России (ДА), МГИМО, Колледж МИД России и Российский центр международного научного и культурного сотрудничества.
Вне структуры департаментов работают послы по особым поручениям, каждый из которых отвечает за определённую проблему международных отношений (например, грузино-абхазское урегулирование). Послы по особым поручениям подчиняются непосредственно заместителям министра.

### Территориальные департаменты

Территориальные департаменты Министерства иностранных дел

- Второй департамент стран СНГ (Белоруссия, Молдавия, Украина)
- Третий департамент стран СНГ (Казахстан, Киргизия, Таджикистан, Туркменистан, Узбекистан)
- Четвёртый департамент стран СНГ (Азербайджан, Армения, Грузия)
- Первый Европейский департамент (Андорра, Бельгия, Ватикан, Италия, Испания, Люксембург, Мальта, Монако, Нидерланды, Португалия, Франция)
- Второй Европейский департамент (Великобритания, Дания, Ирландия, Исландия, Латвия, Литва, Норвегия, Финляндия, Швеция, Эстония)
- Третий Европейский департамент (Австрия, Венгрия, Лихтенштейн, Польша, Словакия, Германия, Чехия, Швейцария)
- Четвёртый Европейский департамент (Албания, Болгария, Босния и Герцеговина, Греция, Кипр, Македония, Румыния, Сербия, Словения, Турция, Хорватия, Черногория)
- Департамент Северной Америки (США, Канада)
- Латиноамериканский департамент (Центральная и Южная Америка)
- Департамент Ближнего Востока и Северной Африки (Алжир, Бахрейн, Египет, Израиль, Иордания, Ирак, Йемен, Катар, Кувейт, Ливан, Ливия, Мавритания, Марокко, Объединенные Арабские Эмираты, Оман, Государство Палестина, Саудовская Аравия, Сирия, Судан, Тунис, Южный Судан)
- Департамент Африки (Африка южнее Сахары)
- Департамент азиатского и тихоокеанского сотрудничества
- Первый департамент Азии (Китай, КНДР, Монголия, Республика Корея)
- Второй департамент Азии (Афганистан, Бангладеш, Индия, Иран, Мальдивы, Непал, Пакистан, Шри-Ланка)
- Третий департамент Азии (Австралия, Бруней, Вьетнам, Индонезия, Камбоджа, Лаос, Малайзия, Мьянма, Новая Зеландия, Океания, Сингапур, Таиланд, Филиппины, Япония)[18]

### Представительства Министерства иностранных дел Российской Федерации на территории Российской Федерации[19]
- Архангельск (в ведении — Архангельская обл.)
- Астрахань (в ведении — Республика Калмыкия, Астраханская обл.)
- Барнаул (в ведении — Республика Алтай, Алтайский край, Томская область)
- Благовещенск (Амурская обл.)
- Владивосток (Приморский край)
- Владикавказ (Республика Северная Осетия-Алания)
- Воронеж (в ведении — Воронежская обл, Белгородская обл, Липецкая обл, Тамбовская обл.)
- Грозный (Чеченская Республика)
- Екатеринбург (в ведении — Свердловская обл., Тюменская обл., Курганская обл., Челябинская обл., Ханты-Мансийский автономный округ — Югра, Ямало-Ненецкий автономный округ, Пермский край)
- Иркутск (Иркутская обл.)
- Йошкар-Ола (Республика Марий Эл)
- Казань (Республика Татарстан)
- Калининград (Калининградская обл.)
- Краснодар (Краснодарский край)
- Красноярск (Красноярский край, Республика Тыва, Республика Хакасия)
- Махачкала (Республика Дагестан)
- Минеральные Воды (Ставропольский край, Кабардино-Балкарская Республика)
- Мурманск (Мурманская обл.)
- Нижний Новгород (г. Н. Новгород, Нижегородская, Кировская обл, Республика Мордовия, Чувашская Республика, Удмуртская Республика)
- Новосибирск (Новосибирская обл, Кемеровская обл.)
- Омск (Омская обл.)
- Оренбург (Оренбургская обл.)
- Петрозаводск (Республика Карелия)
- Петропавловск-Камчатский (Камчатский край)
- Псков (Псковская обл.)
- Ростов-на-Дону (Ростовская, Волгоградская обл, Республика Адыгея)
- Самара (Самарская, Пензенская, Ульяновская, Саратовская обл.)
- Санкт-Петербург (г. С.-Петербург, Ленинградская, Новгородская, Вологодская обл., Ненецкий АО, Республика Коми)
- Симферополь (Республика Крым)
- Сочи (Краснодарский край)
- Смоленск (Смоленская обл.)
- Улан-Удэ (Республика Бурятия)
- Уфа (Республика Башкортостан)
- Хабаровск (Хабаровский край, Еврейская авт.обл.)
- Чита (Забайкальский край)
- Южно-Сахалинск (Сахалинская обл.)
- Якутск (Республика Саха (Якутия))

### Функциональные департаменты

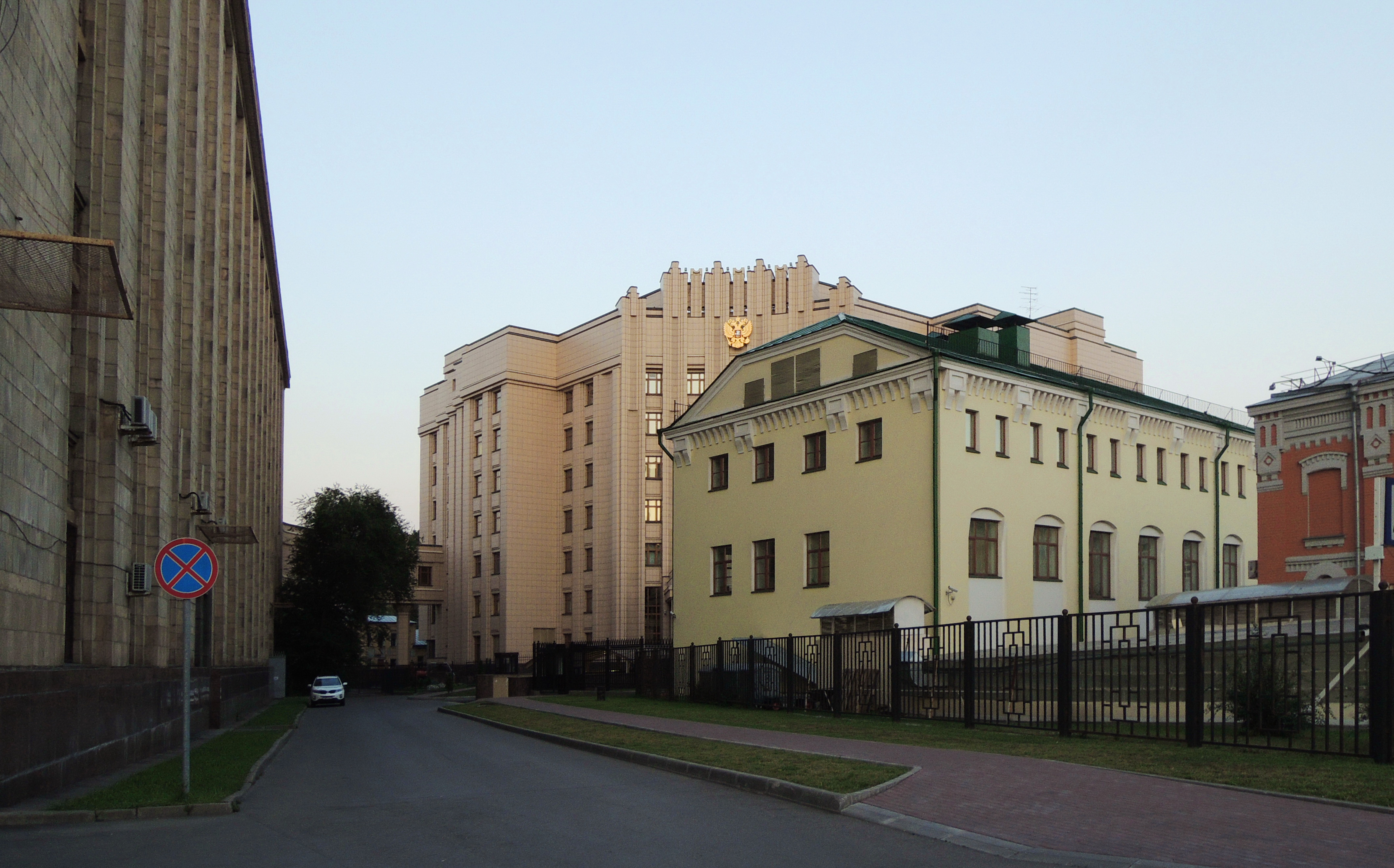
Новое здание МИД России (2011) справа от высотки. Вид со стороны Садового кольца

- Департамент внешнеполитического планирования
- Департамент международных организаций
- Первый департамент стран СНГ (общие вопросы сотрудничества в рамках СНГ)
- Департамент по вопросам нераспространения и контроля над вооружениями
- Департамент по вопросам новых вызовов и угроз
- Департамент по гуманитарному сотрудничеству и правам человека
- Департамент информации и печати
- Департамент общеевропейского сотрудничества
- Департамент экономического сотрудничества
- Правовой департамент
- Департамент по работе с соотечественниками за рубежом
- Департамент по связям с субъектами Федерации, парламентом и общественно-политическими организациями
- Департамент кадров
- Консульский департамент
- Департамент государственного протокола
- Департамент безопасности
- Департамент информационного обеспечения
- Историко-документальный департамент
- Управление делами (департамент)
- Валютно-финансовый департамент
- Департамент капитального строительства и собственности за рубежом
- Департамент дипломатическо-курьерской связи
- Департамент специальной связи[18]

## Подведомственные образовательные учреждения
- Дипломатическая академия МИД России,
  - Институт актуальных международных проблем (ИАМП) Дипломатической академии МИД России,
- Московский государственный институт международных отношений,
- Высшие курсы иностранных языков (ВКИЯ) МИД России,
- Колледж МИД России,
- ФГБОУ «Средняя школа-интернат МИД России»,
- Специализированные структурные образовательные подразделения МИД России. 82 заграншколы МИД России при посольствах России в 76 странах мира[20].

## Классные чины и форменная одежда

Мундиры российских дипломатов разных времён

Дипломатические служащие государственной гражданской службы имеют классные чины по группам 1, 2 и 3 классов, которые соответствуют воинскому званию. Классные чины устанавливает статья 11 Федерального закона от 27.07.2004 № 79-ФЗ «О государственной гражданской службе Российской Федерации» и Указ Президента Российской Федерации от 1.02.2005 года № 113 «О порядке присвоения и сохранения классных чинов государственной гражданской службы Российской Федерации федеральным государственным гражданским служащим».
Дипломатические служащие, имеющие дипломатический ранг чрезвычайного и полномочного посла, чрезвычайного и полномочного посланника первого и второго классов, имеют универсальную форменную одежду со знаками отличия (петлицами) на основании Постановления Правительства РФ от 17.11.2001 № 799 «О форменной одежде работников Министерства иностранных дел Российской Федерации, дипломатических представительств и консульских учреждений, представительств МИД РФ…». В 2013 году форма была введена и для женщин-дипломатов.

## Ведомственные награды
- Памятная медаль А. М. Горчакова,
- Медаль Примакова,
- Нагрудный знак МИД России «За вклад в международное сотрудничество»,
- Нагрудный знак «За отличие» МИД России
- Медаль и нагрудный знак «Министерство иностранных дел Российской Федерации. 200 лет»,
- Нагрудный знак «За взаимодействие»,
- Звание «Почётный работник МИД России»,
- Почётная грамота Министерства иностранных дел Российской Федерации,
- Нагрудный знак «За отличие» МИД России[25].

## Контакты
Адрес: 119200, г. Москва, Смоленская-Сенная пл., д. 32/34;
Телефон: (499) 244-16-06

## В нумизматике и филателии

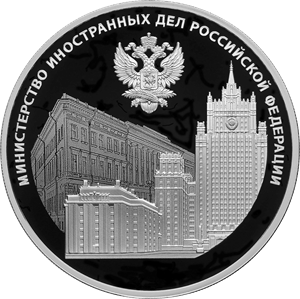
Серебряная монета Банка России номиналом 3 рубля, 2023 год
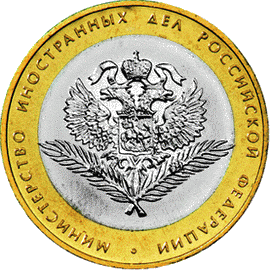
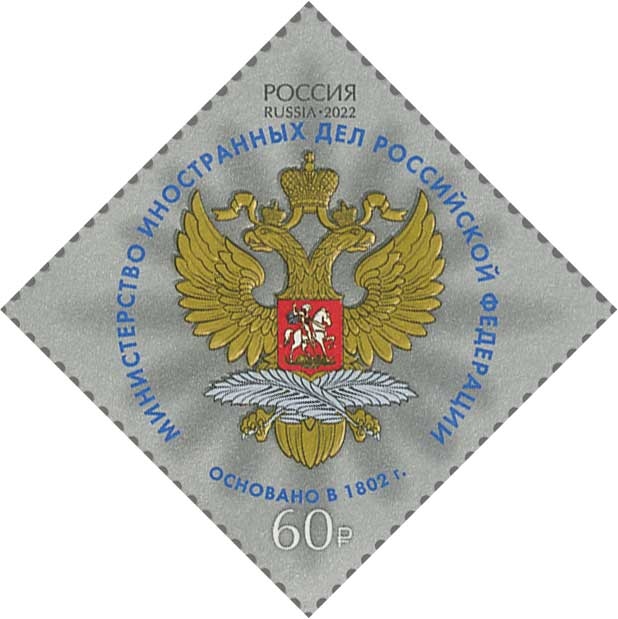
Почтовая марка, 2022 год
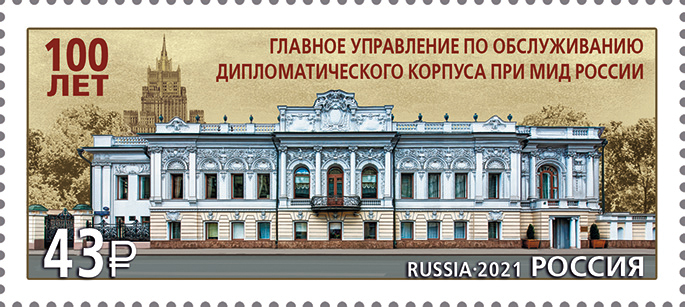
Почтовая марка. 100 лет Главному производственно-коммерческому управлению по обслуживанию дипломатического корпуса при Министерстве иностранных дел Российской Федерации